# Claudio Amendola
Claudio Amendola (Roma, 16 febbraio 1963) è un attore, conduttore televisivo e regista italiano.

## Biografia
Figlio dell'attore e doppiatore Ferruccio Amendola e dell'attrice e doppiatrice Rita Savagnone, è inoltre padre della doppiatrice Alessia Amendola e pronipote del regista Mario Amendola. È cresciuto a Roma, nella zona della Balduina del quartiere Trionfale.

### Carriera

Claudio Amendola con il padre Ferruccio (1992)

Ha lavorato come commesso e manovale dopo aver finito la terza media. Il suo esordio è stato a diciannove anni col ruolo del pugile ebreo Davide Sonnino nella miniserie TV Storia d'amore e d'amicizia (1982). Sono seguiti ruoli anche principali nelle commedie italiane dei primi anni ottanta (Amarsi un po'...; Lontano da dove; Vacanze di Natale; Vacanze in America), poi ruoli più drammatici (Soldati - 365 all'alba e Mery per sempre di Marco Risi, Ultrà di Ricky Tognazzi). Ha partecipato alla prima stagione di fiction italiane a metà anni novanta e ha consolidato la sua fama in ruoli differenti e originali (I mitici - Colpo gobbo a Milano).
Ha interpretato il ruolo di Manlio Germano, politico di Alleanza Nazionale ed ex neofascista in Caterina va in città di Paolo Virzì e il comandante Nord in Il partigiano Johnny di Guido Chiesa.
Nel 1986 ha recitato il ruolo dell'attaccante Antonio Palombelli nella sesta puntata della miniserie TV Professione vacanze, con Jerry Calà e Isabella Ferrari, mandata in onda nel 1987.
Ha vinto il premio David di Donatello come migliore attore non protagonista del film Un'altra vita, con Silvio Orlando e Antonello Fassari.
Nel 1998 ha girato il film drammatico Mare largo, con Isabella Ferrari. Nel 1999 ha interpretato un brigante nel film La carbonara di Luigi Magni, con Nino Manfredi. Nel 2000 ha recitato con Carlo Buccirosso nel film Il grande botto, nel ruolo di un ex calciatore dell'Inter. Nel 2002 ha lavorato nel film Napoléon, nel ruolo di Gioacchino Murat. Nel 2003 ha condotto la trasmissione del sabato sera Amore mio, diciamo così, su Rai Uno.
All'inizio del 2005 ha girato la miniserie televisiva La caccia, con Alessio Boni, Simona Cavallari e la regia di Massimo Spano. Nello stesso anno ha recitato nel film Il ritorno del Monnezza, diretto da Carlo Vanzina, con Enzo Salvi ed Elisabetta Rocchetti, in cui Claudio interpreta il figlio di Nico Giraldi. Dall'anno successivo si è dato alla fiction, recitando in 48 ore e I Cesaroni, accanto ad Antonello Fassari e Max Tortora, serie TV andata in onda su Canale 5 per sei stagioni, dal 2006 al 2014 (la fiction si basava sul format della serie TV spagnola Los Serrano).
Ha recitato quindi nel film Fratella e sorello di Sergio Citti, le cui le riprese sono iniziate nel 2002; il film fu distribuito nel 2005. Nel 2007 ha impersonato un frate nel film Viaggio in Italia - Una favola vera di Luca Miniero e Paolo Genovese, con Antonio Catania e Veronica Pivetti. Nello stesso anno è tornato nel ruolo di conduttore con la popolare trasmissione di Canale 5 Scherzi a parte, insieme alla showgirl Valeria Marini e alla ex miss Italia Cristina Chiabotto, per poi condurne una nuova edizione nel 2009 con Teo Mammucari e Belén Rodríguez.

Claudio Amendola ed Ennio Fantastichini in Altri uomini (1997) di Claudio Bonivento

Nell'estate del 2009 ha girato una serie TV (anch'essa basata su una serie spagnola, Los hombres de Paco) intitolata Tutti per Bruno, in cui interpreta un ispettore, Bruno Miranda, che deve risolvere una serie di indagini misteriose.
Nel 2011 è stato protagonista di numerose pubblicità di Mediaset Premium, dapprima con Luca e Paolo, a seguire con Vanessa Incontrada e infine con i calciatori Clarence Seedorf e Giampaolo Pazzini.
Il 15 marzo 2012 ha preso il posto di Alessandro Gassmann (impegnato nella produzione del suo primo film da regista) alla conduzione de Le Iene.
Nel 2014 ha debuttato come regista cinematografico, dirigendo la commedia La mossa del pinguino, nella quale recitano pure la madre Rita Savagnone e la figlia Alessia.
Nell'autunno 2015 è tornato nelle sale cinematografiche con il film Suburra di Stefano Sollima, incentrato sulla Roma criminale contemporanea: vi interpreta il personaggio di Samurai, un ex neofascista, divenuto uno dei più influenti personaggi della politica e della mala romana, ispirato a Massimo Carminati.
Nel 2016 ha partecipato come giudice alla prima edizione del nuovo programma di Canale 5 Pequeños gigantes (successivamente spostato per la seconda ed ultima edizione su Real Time con la traduzione italiana del nome originale Piccoli giganti).
Nella primavera 2017 è tornato al cinema con il suo secondo film da regista: il noir-gangster Il permesso - 48 ore fuori, di cui è anche protagonista assieme a Luca Argentero, Giacomo Ferrara e Valentina Bellè. Alla fine del 2017 era di nuovo nelle sale con la commedia di Riccardo Milani Come un gatto in tangenziale, con Antonio Albanese e Paola Cortellesi; nella primavera 2018 con il film Hotel Gagarin, diretto da Simone Spada. Dal 2018 ha interpretato l'ispettore Guerrieri nella serie Nero a metà, per la regia di Marco Pontecorvo.
Nel 2021 è tornato di nuovo nelle sale del cinema con Come un gatto in tangenziale - Ritorno a Coccia di Morto, il sequel del film Come un gatto in tangenziale uscito nelle sale nel 2017. Nello stesso anno ha partecipato come giurato al nuovo programma di Canale 5 Star in the Star. Nel 2022 è tornato alla regia con il film I cassamortari e con la terza stagione di Nero a metà.
Tra il 2023 e il 2024 è regista e attore ne Il patriarca, serie di Canale 5 in due stagioni, remake della serie spagnola Vivere senza permesso (Vivir sin permiso). Tra il 2023 e il 2025 è il giudice di Io canto Generation, Io canto Family e Io canto Senior, tutti e tre talent show di Canale 5: il primo e l'ultimo sono condotti da Gerry Scotti, mentre il secondo è condotto da Michelle Hunziker. Nel 2024 ha diretto per Prime Video Ari - Cassamortari e a fine anno è narratore in Vasco Rossi - I magnifici 7, show di Canale 5 che celebra i concerti milanesi del cantautore modenese.

## Vita privata

Amendola (in primo piano) e Francesca Neri nel 1997, sul set de Le mani forti.

È stato sposato dal 1983 al 1997 con la doppiatrice Marina Grande, dalla quale ha avuto due figlie, Alessia, nata nel 1984 e anche lei doppiatrice, che nel 2010 lo ha reso nonno a 47 anni, e Giulia, nata nel 1989. Nel 1997 inizia una relazione con l'attrice Francesca Neri, conosciuta sul set de Le mani forti, e dalla loro unione nasce Rocco nel 1999; dopo 13 anni di fidanzamento decidono di sposarsi in privato l’11 dicembre 2010 a New York; nell'ottobre del 2022 si separa dalla moglie dopo 25 anni trascorsi insieme.
Nel 2004 ha fondato insieme alla moglie la casa di produzione Bess Movie SRL.
Nel 1990 aprì nel rione Trastevere il ristorante L'ultima follia, poi chiuso nel 1994; nel giugno 2010 ha inaugurato a Valmontone il ristorante Osteria del parco, mentre nel novembre 2022 apre a Roma il suo secondo ristorante, Frezza-cucina de coccio, ed il 10 aprile 2025 apre, a Milano, il locale Cascina romana.
È tifoso della Roma.
Nel settembre del 2017 viene colto da un infarto improvviso e grazie alla moglie Francesca riesce ad arrivare in tempo al policlinico Umberto I a Roma, dove viene ricoverato nel reparto di cardiochirurgia. Viene dimesso il giorno dopo, ritenuto fuori pericolo. In seguito al malore ha smesso di fumare e ha perso 12 chili.
In un'intervista a Belve del marzo 2023 racconta di essere stato dipendente dalla cocaina e di esserne uscito per i figli.

## Procedimenti giudiziari
Dopo essere stato in carcere a Regina Coeli all'età di 19 anni per asporto illegale di benzina, nel 1995 è stato coinvolto insieme a numerosi VIP, come Gioia Scola, Maurizio Mattioli, Bruno Giordano, Vincenzo D'Amico ed altri, in un'ampia indagine nazionale per traffico di sostanze stupefacenti. Il pubblico ministero ha chiesto per lui il rinvio a giudizio, ma l'anno successivo è stato prosciolto in quanto "il fatto non costituisce reato". È stato riconosciuto come consumatore di cocaina ma assolto dall'accusa di spaccio.

## Prese di posizione politiche
Ha sempre sostenuto di essere schierato politicamente a sinistra e vicino al partito Rifondazione Comunista. Nel 2012 ha ribadito le sue simpatie per l'ideologia comunista, aggiungendo di essere ateo.
Nella puntata di Ballarò del 24 febbraio 2015, quando il conduttore Massimo Giannini lo ha definito "ex comunista", lo ha corretto dicendo di essere "comunista, senza ex". Nel successivo mese di maggio, tramite un video-messaggio, si è scontrato con Matteo Salvini, leader della Lega Nord, per la sua visita, poi annullata, nel quartiere romano della Garbatella.

## Filmografia

### Attore

#### Cinema
- Lontano da dove, regia di Stefania Casini e Francesca Marciano (1983)
- Vacanze di Natale, regia di Carlo Vanzina (1983)
- Amarsi un po'..., regia di Carlo Vanzina (1984)
- Vacanze in America, regia di Carlo Vanzina (1984)
- La venexiana, regia di Mauro Bolognini (1985)
- Soldati - 365 all'alba, regia di Marco Risi (1987)
- I giorni del commissario Ambrosio, regia di Sergio Corbucci (1988)
- Mery per sempre, regia di Marco Risi (1989)
- Il viaggio di Capitan Fracassa, regia di Ettore Scola (1990)
- Ultrà, regia di Ricky Tognazzi (1991)
- Un'altra vita, regia di Carlo Mazzacurati (1992)
- La scorta, regia di Ricky Tognazzi (1993)
- Briganti - Amore e libertà, regia di Marco Modugno (1993)
- I mitici - Colpo gobbo a Milano, regia di Carlo Vanzina (1994)
- La regina Margot, regia di Patrice Chéreau (1994)
- Poliziotti, regia di Giulio Base (1995)
- Pasolini, un delitto italiano, regia di Marco Tullio Giordana (1995)
- L'ussaro sul tetto, regia di Jean-Paul Rappeneau (1995)
- La mia generazione, regia di Wilma Labate (1996)
- La terraza de Miguel, regia di Simona Benzakein – cortometraggio (1996)
- Un paradiso di bugie, regia di Stefania Casini (1997)
- Testimone a rischio, regia di Pasquale Pozzessere (1997)
- Le mani forti, regia di Franco Bernini (1997)
- Altri uomini, regia di Claudio Bonivento (1997)
- Santo Stefano, regia di Angelo Pasquini (1997)
- Mare largo, regia di Ferdinando Vicentini Orgnani (1998)
- La carbonara, regia di Luigi Magni (1999)
- Il grande botto, regia di Leone Pompucci (2000)
- Il partigiano Johnny, regia di Guido Chiesa (2000)
- Domenica, regia di Wilma Labate (2001)
- Sottovento!, regia di Stefano Vicario (2001)
- Fratella e sorello, regia di Sergio Citti (2002)
- Caterina va in città, regia di Paolo Virzì (2003)
- Ho visto le stelle!, regia di Vincenzo Salemme (2003)
- Senza freni, regia di Felice Farina (2004) – non distribuito
- Il ritorno del Monnezza, regia di Carlo Vanzina (2005)
- La fisica dell'acqua, regia di Felice Farina (2010)
- Bar Sport, regia di Massimo Martelli (2011) – cameo
- Cha cha cha, regia di Marco Risi (2013)
- Noi e la Giulia, regia di Edoardo Leo (2015)
- Suburra, regia di Stefano Sollima (2015)
- Il permesso - 48 ore fuori, regia di Claudio Amendola (2017)
- Come un gatto in tangenziale, regia di Riccardo Milani (2017)
- Pino Daniele - Il tempo resterà, regia di Giorgio Verdelli – documentario (2017)
- Hotel Gagarin, regia di Simone Spada (2018)
- Abbi fede, regia di Giorgio Pasotti (2019)
- Come un gatto in tangenziale - Ritorno a Coccia di Morto, regia di Riccardo Milani (2021)
- Fuori la verità, regia di Davide Minnella (2025)

#### Televisione
- Storia d'amore e d'amicizia, regia di Franco Rossi – miniserie TV (1982)
- Quei trentasei gradini, regia di Luigi Perelli – miniserie TV (1984)
- L'ombra nera del Vesuvio, regia di Steno – miniserie TV (1987)
- Professione vacanze, regia di Vittorio De Sisti – miniserie TV, puntata 6 (1987)
- Little Roma, regia di Francesco Massaro – miniserie TV (1987)
- Il colore della vittoria, regia di Vittorio De Sisti – miniserie TV (1990)
- Pronto soccorso, regia di Francesco Massaro – miniserie TV (1990-1992)
- Felipe ha gli occhi azzurri, regia di Gianfranco Albano e Felice Farina – miniserie TV, 6 episodi (1991-1993)
- Nostromo, regia di Alastair Red – miniserie TV (1996)
- Squadra mobile: scomparsi[33], regia di Claudio Bonivento – miniserie TV (1999)
- La Bibbia: Jesus, regia di Roger Young – miniserie TV (1999)
- L'impero, regia di Lamberto Bava – miniserie TV (2000)
- L'attentatuni, regia di Claudio Bonivento – miniserie TV (2001)
- Napoléon, regia di Yves Simoneau – miniserie TV (2002)
- Marcinelle, regia di Antonio Frazzi e Andrea Frazzi – miniserie TV (2003)
- La caccia, regia di Massimo Spano – miniserie TV (2005)
- Cefalonia, regia di Riccardo Milani – miniserie TV (2005)
- 48 ore – serie TV, 12 episodi (2006)
- I Cesaroni – serie TV, 142 episodi (2006-2014)
- Viaggio in Italia - Una favola vera, regia di Luca Miniero e Paolo Genovese – film TV (2007)
- Tutti per Bruno – serie TV, 12 episodi (2010)
- Dov'è mia figlia?, regia di Monica Vullo – miniserie TV (2011)
- Zio Gianni, regia di Daniele Grassetti – sitcom, 1 episodio (2015)
- Lampedusa - Dall'orizzonte in poi, regia di Marco Pontecorvo – miniserie TV (2016)
- Nero a metà – serie TV, 36 episodi (2018-2022)
- Il patriarca – serie TV, 24 episodi (2023-2024)

### Sceneggiatore
- Il ritorno del Monnezza, regia di Carlo Vanzina (2005)
- La mossa del pinguino, regia di Claudio Amendola (2014)
- Il permesso - 48 ore fuori, regia di Claudio Amendola (2017)
- I cassamortari, regia di Claudio Amendola (2022)

### Regista

#### Cinema
- La mossa del pinguino (2014)
- Il permesso - 48 ore fuori (2017)
- I cassamortari (2022)
- Ari-cassamortari (2024)

#### Televisione
- Nero a metà – serie TV (2022)
- Il patriarca – serie TV (2023-2024)[34]

### Produttore
- Melissa P., regia di Luca Guadagnino (2005)
- Riprendimi, regia di Anna Negri (2008)

### Doppiatore
- Lilli e il vagabondo, regia di Hamilton Luske, Clyde Geronimi e Wilfred Jackson (1955) – ridoppiaggio 1997
- Showdogs, regia di Raja Gosnell (2018)

## Programmi televisivi
- Concerto del Primo Maggio (Rai 3, 2002-2003)
- Amore mio...diciamo così (Rai 1, 2003)
- Scherzi a parte (Canale 5, 2007-2009)
- Let's dance (Canale 5, 2010)
- Le Iene (Italia 1, 2012)
- Miss Italia (LA7, 2015) – giurato
- Grande Fratello (Canale 5, 2015) – opinionista
- Pequeños gigantes (Canale 5, 2016) – giurato
- Tale e quale show (Rai 1, 2016) – giurato
- Natale e quale show (Rai 1, 2016) – giurato
- Star in the Star (Canale 5, 2021) – giurato
- Pomeriggio Cinque (Canale 5, 2023-2024) – opinionista
- Io canto Generation (Canale 5, 2023-2024) – giurato
- Io canto Family (Canale 5, 2024) – giurato
- Vasco Rossi - I magnifici 7 (Canale 5, 2024) – narratore
- Io canto Senior (Canale 5, 2025) – giurato

## Opere
- Ma non dovevate andà a Londra? Un viaggio nella mia vita, Sperling & Kupfer, 2024, ISBN 978-8820080853.[35]

## Riconoscimenti
- David di Donatello
  - 1991 – Candidatura al miglior attore protagonista per Ultrà
  - 1993 – Miglior attore non protagonista per Un'altra vita
  - 1997 – Candidatura al miglior attore protagonista per La mia generazione
  - 1997 – Candidatura al miglior attore non protagonista per Testimone a rischio
  - 2015 – Candidatura al miglior attore non protagonista per Noi e la Giulia
- Nastro d'argento
  - 1992 – Candidatura al miglior attore per Ultrà
  - 1993 – Candidatura al miglior attore per Un'altra vita
  - 1994 – Candidatura al miglior attore per La scorta
  - 1997 – Candidatura al miglior attore per La mia generazione
  - 1998 – Candidatura al miglior attore per Altri uomini
  - 2015 – Miglior attore non protagonistaper Noi e la Giulia
  - 2016 – Candidatura al miglior attore non protagonista per Suburra
  - 2017– Candidatura al miglior attore non protagonista per Il permesso - 48 ore fuori
  - 2023 – Premio Speciale per un'icona amata dal pubblico
- Ciak d'oro
  - 1990 – Candidatura al migliore attore non protagonista per Mery per sempre
  - 1993 – Miglior attore non protagonista per Un'altra vita[36]
  - 2014 – Super Ciak d'oro[37]
  - 2015 – Miglior attore non protagonista per Noi e la Giulia[38]